# Rahun
 (avril 2014).
Le Rahun est une rivière française du Redonnais, dans le département du Morbihan et dans la Bretagne, et affluent de l'Aff, donc un sous-affluent de la Vilaine par l'Oust.

## Géographie
La longueur de son cours d'eau est de 20,3 km.
Le Rahun naît entre Monteneuf et Réminiac. Il se dirige au sud-est et arrose La Chapelle-Gaceline, lieu du confluent. Le Rahun reçoit un affluent, la Beauche.

## La Beauche
La Beauche est le principal affluent du Rahun. Elle prend sa source à la Telhaie et son confluent a lieu au hameau de la Danais. Le seul village qu'elle traverse est Carentoir.